# 欧州溶接連盟
- ヨーロッパ溶接連盟

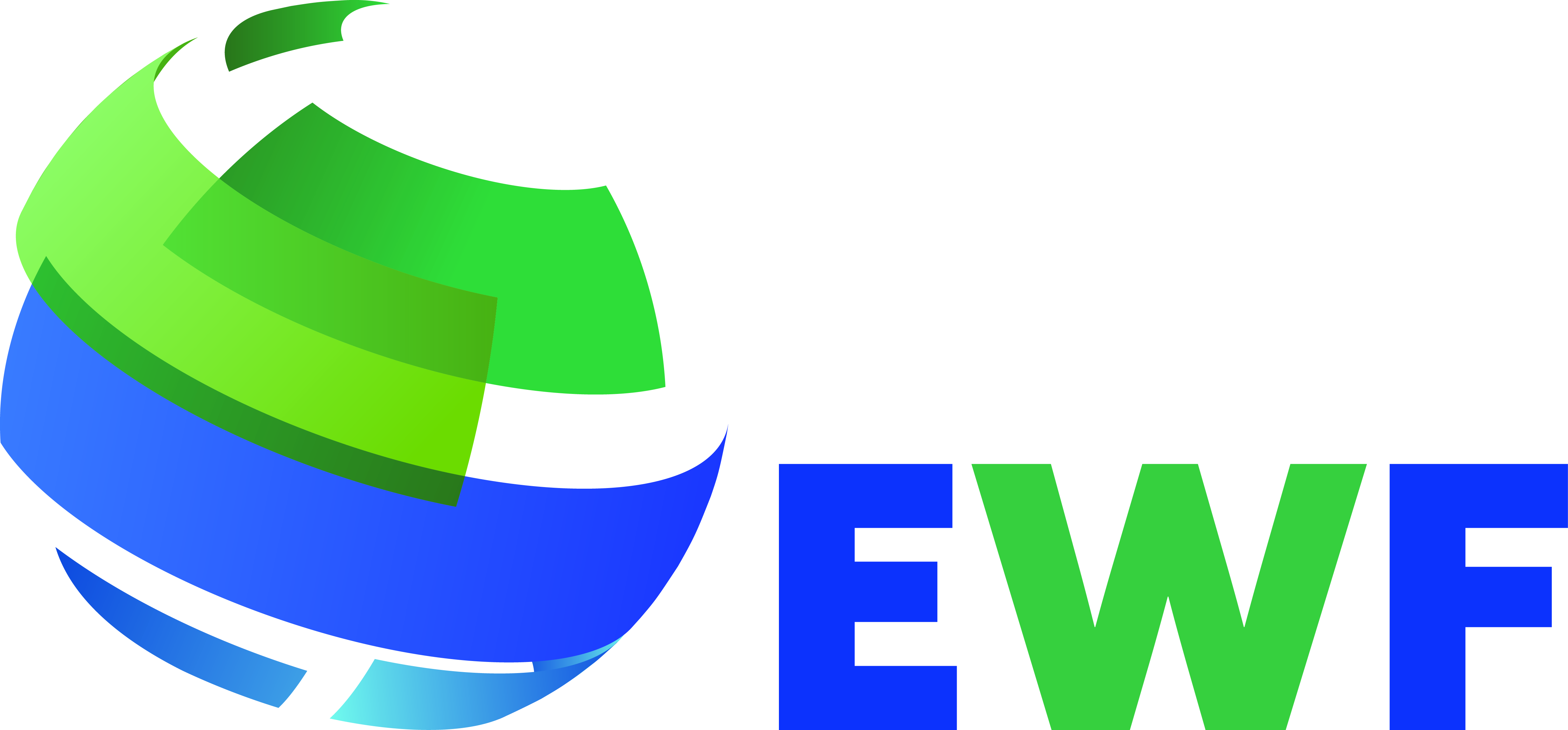
EWF - 溶接、接合、切断の欧州連合

欧州溶接連盟（おうしゅうようせつれんめい、英: EWF (European Welding Federation) ）は、溶接および関連技術の分野における教育、トレーニング、資格、認定を専門とする組織である。
現在の正式な名称はEuropean Federation for Welding, Joining and Cutting（日本語訳：溶接、接合、切断技術のための欧州連盟）。

## 歴史
1992 年に、いくつかのEU諸国の溶接コース提供者は、教育、トレーニング、資格、および認証手順を調和させたいと考えた。
彼らは "European Federation for Welding, Joining and Cutting" (EWF) を設立した。
その目的は、トレーニングコースの各レベルに単一のシラバスを使用し、試験に調和の取れたシステムを使用することで、どの国でも同じ資格を授与できるようにすることである。
EWF は、溶接担当者のトレーニング、資格認定、認定のための包括的で調和の取れたシステムを開発し、それ以来、その適用を管理してきた。
学習方法論の革新において主導的な役割を果たした。
また、品質、環境、健康、安全に重点を置いた、溶接を使用する企業の認証システムも担当している。
EWF が取り組む課題は 2つある。業界のプロフェッショナルプロファイル要件に対応し、現在の技術トレンドと進化するライフスタイルや情報取得パターンへの影響を活用するコースを提供している。
現在、EWF(2018) には、ヨーロッパ 28 か国からのメンバーと、ヨーロッパ以外からの 2 つのオブザーバーメンバーが参加している：オーストリア、ベルギー、ブルガリア、クロアチア、チェコ共和国、デンマーク、フィンランド、フランス、ドイツ、ギリシャ、ハンガリー、イラン、イタリア、ルクセンブルグ、オランダ、ノルウェー、ポーランド、ポルトガル、ルーマニア、セルビア、スロバキア、スロベニア、スペイン、スウェーデン、スイス、トルコ、ウクライナ、イギリス、カザフスタン、ロシア連邦。
長年にわたり、EWF は溶接、接合、および関連技術のコミュニティで重要な役割を果たしてきた。職業、教育、訓練、研究、および技術開発に関する情報を準備および配布し、コミュニティがその中心的な目標に関連する最新の開発に遅れないようにするために、これらの問題に関する共同プロジェクトを管理している。
EWF は、ヨーロッパと世界の製造業を形成している動向を注意深く監視し、地域の産業の未来を定義しているヨーロッパの思想的指導者と協力している。
資格の最先端を推進するための連盟の長期的なコミットメントは、オンラインを含むさまざまなレベルでの学習、教育、トレーニング、ユースワークにおけるデジタル統合、最新の高度なICTツール 、ウェビナーその他の新しい形式のトレーニングの探求、などの強化につながっている。

## ミッションとビジョン
「接合、溶接、および関連技術の分野で、世界クラスのヨーロッパに焦点を当てた、付加価値の高い製品とサポートサービスをメンバーとそのコミュニティに国際的に提供すること。」
EWF の長期的なビジョンと戦略の根底にある基礎は次のとおり。
- 技術革新と業界の需要に対応するため、トレーニングと資格システムを更新することを保証する。
- 技術や産業の進歩に合わせて新しい資格を開発する。
- 製造業の専門家に継続的な専門能力開発の道筋を提供する。
- システムを使用している世界中の国で、厳格な品質保証システムを実行することにより、EWF 認定の品質を保証する。